# Nikołaj Jeżow
Nikołaj Iwanowicz Jeżow, ros. Николай Иванович Ежов (ur. 19 kwietnia?/1 maja 1895 w Mariampolu, zm. prawdopodobnie 4 lutego 1940 w Moskwie) – rosyjski komunista, działacz i zbrodniarz komunistyczny, funkcjonariusz aparatu partyjnego Wszechzwiązkowej Komunistycznej Partii (bolszewików) - kierownik wydziału kadr KC WKP (b), sekretarz KC WKP(b), przewodniczący komisji kontroli partyjnej WKP(b).
Zastępca członka Biura Politycznego KC WKP(b), Ludowy Komisarz Spraw Wewnętrznych ZSRR w latach 1936–1938. Jego nazwisko stało się synonimem wielkiego terroru w ZSRR lat 30. („jeżowszczyzna”). Ze względu na okrucieństwo i niski wzrost (153 centymetry) nazywany był „krwawym karłem”.

## Życiorys

### Pochodzenie i wczesna działalność
Nikołaj Jeżow był synem carskiego policjanta Iwana Jeżowa i Litwinki, jednak w dorosłym życiu ukrywał swoje pochodzenie i miejsce urodzenia podając, że urodził się w Petersburgu. Pracę zarobkową rozpoczął w wieku 13 lub 14 lat, początkowo jako terminator u krawca, czego życzył sobie jego ojciec. Porzucił jednak to zajęcie i według własnych wspomnień miał udać się w poszukiwaniu lepszego zatrudnienia do Kowna. W Petersburgu musiał być z powrotem przed rokiem 1912, gdyż w tym okresie pracował już jako ślusarz w Zakładach Putiłowskich, wcześniej będąc zatrudnionym w fabryce krawatów. Jeżow był zaangażowany w rozwijający się w Petersburgu ruch robotniczy i socjalistyczny. Uczestniczył w demonstracjach i protestach robotniczych. W 1912 po raz pierwszy wziął udział w strajku.
W 1915 r. został powołany do wojska, do służby w jednostce piechoty. W tym samym roku, po odniesieniu ran, otrzymał pół roku urlopu na leczenie. Według własnych wspomnień miał wówczas powrócić do dotychczasowej pracy w Petersburgu, zanim w 1916 został ponownie zmobilizowany. Znalazł się w 3 Pułku Rezerwy, stacjonującym w Witebsku. Posiadane kwalifikacje ślusarza sprawiły, że został skierowany do pracy w 5 Zakładach Zbrojeniowych Frontu Północnego, którą wykonywał do połowy 1917 r.
W tym samym roku Jeżow związał się z lokalnym ruchem socjalistycznym. Nie jest jednak pewne, w którym dokładnie momencie został formalnie członkiem partii bolszewickiej; jeszcze jesienią 1917 funkcjonował w oficjalnych wykazach lokalnego ugrupowania o nazwie „Internacjonaliści”, ogólnie identyfikującego się z Socjaldemokratyczną Partią Robotników Rosji. Jeżow był w tym okresie aktywnym organizatorem i działaczem. Współtworzył nowe komórki partyjne w fabrykach, zajmował się kontaktem z działaczami zesłanymi przed 1917 na Syberię, rozprowadzał literaturę marksistowską. W tym czasie rozwijał także własne zainteresowania filozofią socjalizmu, zwłaszcza teoretyków marksistowskich. Praca, jaką wkładał w studiowanie dzieł klasyków marksizmu sprawiła, że w tym samym roku zaczął być określany w wewnątrzpartyjnych dokumentach jako „pracownik umysłowy”, chociaż nie miał żadnego formalnego wykształcenia w tym kierunku.

### 1918–1926
Okres bezpośrednio po rewolucji październikowej Jeżow spędził w Witebsku, skąd bez powodzenia kandydował do Konstytuanty. Następnie poszukiwał pracy w Petersburgu i Wysznim Wołoczoku, gdzie został zatrudniony w hucie szkła. W 1919 został powołany do Armii Czerwonej i służył w Zubcowie w batalionie specjalnego przeznaczenia. W późniejszych wspomnieniach nigdy nie opisywał szczegółowo charakteru swojej służby. J. Arch Getty i O. Naumow przypuszczają, że mógł być żołnierzem oddziału zaporowego lub należeć do jednostki wyłapującej dezerterów i szpiegów, by wydać ich w ręce Czeki. Jednak już w sierpniu 1919 otrzymał przydział do pracy partyjnej w byłej guberni saratowskiej, gdzie miał ratować przed rozpadem miejscową organizację bolszewicką. Po klęskach frontowych Armii Czerwonej był zmuszony ewakuować się do Kazania, gdzie przydzielono go do pracy w 2 Bazie Radiotelegraficznej, początkowo jako komisarza politycznego szkoły radiotelegrafistów, a następnie komisarza politycznego całej jednostki, którą to pracę łączył z członkostwem w lokalnym komitecie partyjnym i kierowaniem jego wydziałem propagandy. W lecie 1919 ożenił się z Antoniną Titową. Zdemobilizowany został w 1921, zostając niemal natychmiast przewodniczącym działu propagandy i agitacji w organizacji partyjnej Autonomicznej Republiki Tatarskiej, członkiem komitetu wykonawczego tejże organizacji i członkiem komitetu wykonawczego we władzach Kazania. Już rok później wyznaczono go „sekretarzem odpowiedzialnym” za organizację w rejonie Mari z siedzibą w Krasnokokszajsku.
Natychmiast po przyjeździe do Krasnokokszajska Jeżow podjął działalność propagandową, objął nadzór nad miejscowymi związkami zawodowymi i znacjonalizowanym przemysłem, odpowiadał za ściągalność obowiązkowych dostaw produktów rolnych nałożonych na miejscową ludność. To ostatnie zadanie – według zachowanych sprawozdań – sprawiało mu najwięcej trudności. W przesyłanych do Moskwy protokołach Jeżow starał się za pomocą odpowiedniego stylu przedstawiania informacji zaprezentować jako sumienny, zaangażowany działacz, dla którego jedyny problem stanowiły skomplikowane układy personalne panujące w organizacji, których nie znał jako przybyły z zewnątrz.
Wiosną 1922 r. Jeżow wdał się w spór z przewodniczącym Komitetu Wykonawczego Rady Maryjskiego Obwodu Autonomicznego I. Pietrowem. Szczegółowe tło tego konfliktu nie jest znane; Pietrow podawał jako przyczynę jego wybuchu „rosyjski szowinizm” Jeżowa. Obaj działacze wielokrotnie oskarżali się wzajemnie o faworyzowanie działaczy pochodzenia miejscowego lub etnicznych Rosjan. Ostatecznie w sierpniu 1922, w czasie zjazdu partyjnego, Biuro Obwodowego Komitetu Partii przesądziło o pozbawieniu Pietrowa stanowiska za „zachowanie niegodne komunisty” (m.in. alkoholizm). Komisja Kontroli Partyjnej, być może z inspiracji Jeżowa, sugerowała nawet usunięcie jego rywala z partii lub aresztowanie, do czego ostatecznie nie doszło (Pietrow został przeniesiony na podobne stanowisko do Wołogdy).
W tym czasie Jeżow uważał już pracę w Krasnokokszajsku za nużącą i bezproduktywną. W liście do przyjaciela twierdził, że wolałby wrócić do pracy fizycznej w fabryce niż nadal wykonywać dotychczasowe obowiązki. Być może za sprawą jego nieformalnych starań w listopadzie 1922 Biuro Organizacyjne udzieliło mu rocznego urlopu z zachowaniem wynagrodzenia. Równocześnie zaproponowano mu podjęcie po jego zakończeniu pracy w Orle, Briańsku, Siewierodwińsku lub Uralsku. Jego dawni towarzysze z Kazania namawiali go, by wystąpił o przydział właśnie do tego miasta. Ostatecznie jednak Jeżow otrzymał nową ofertę wyboru miejsca pracy spośród czterech miast: Astrachania, Penzy, Pskowa i Semipałatyńska. Zdecydował się na ostatnią możliwość, trafiając do wybranego miejsca w marcu 1923. W nadesłanym dla Komitetu Centralnego sprawozdaniu podkreślał zły stan organizacji partyjnej i podjęte już przez siebie działania na rzecz poprawy sytuacji (podobnie jak robił to pracując w Mari). Pracując w Semipałatyńsku, Jeżow stłumił również zamieszki chłopskie (wiosną 1923). Jego działalność została wysoko oceniona przez przełożonych; w 1924 był już przewodniczącym wydziału organizacyjnego przy komitecie obwodowym Kirgizji, w grudniu tego samego roku – sekretarzem tej samej organizacji partyjnej, a 10 miesięcy później – szefem działu kadrowego w kazachskim komitecie krajowym. Pracując w Kazachstanie i Kirgizji był jednak kilkakrotnie krytykowany za brak zrozumienia problemów narodowościowych występujących na podległym mu obszarze i nieznajomość realiów miejscowego społeczeństwa (m.in. znaczenia tradycyjnych struktur klanowych). Mimo faktu, iż tego rodzaju krytyka napływała do Komitetu Centralnego od jego bezpośrednich współpracowników, Jeżow utrzymywał nie tylko silną pozycję w lokalnych strukturach, ale i pozytywną opinię przywódców partii. W grudniu 1925 po raz pierwszy brał udział w zjeździe partii jako delegat Kirgizji bez prawa głosu. Nie wziął jednak aktywnego udziału w żadnej z dyskusji.

### Praca w Orgraspriedzie
Już w 1923 r. Jeżow podejmował starania na rzecz uzyskania przeniesienia z prowincji na stanowisko w Moskwie. W tym celu wysłał swoją żonę na studia w Akademii Rolniczej, formalnie rekomendując ją do ich podjęcia z ramienia organizacji partyjnej w Semipałatyńsku. Równocześnie sam starał się przekonać Wiaczesława Mołotowa, że chciałby udać się do stolicy ZSRR w celu ukończenia studiów w zakresie marksizmu-leninizmu. Mołotow przekazał jego prośby Łazarowi Kaganowiczowi, który był jednak zdania – podobnie jak inni przywódcy partyjni – że Jeżow jest zbyt potrzebny do koordynowania pracy na prowincji, by mógł zostać przeniesiony. Ostatecznie Jeżow znalazł się w Moskwie dzięki własnym staraniom o przyjęcie do Akademii Komunistycznej na kursy teorii marksistowskiej przeznaczone dla gorzej wykształconych bolszewików. Jego studia trwały 15 miesięcy, w czasie których zyskał opinię wzorowego słuchacza. Ponadto w lipcu 1927 Iwan Moskwin, przewodniczący wydziału organizacji i dystrybucji kadr (skrót Orgraspried) wybrał go na jednego ze swoich 9 asystentów. W ramach swoich obowiązków sporządzał raporty dla Biura Organizacyjnego, pisząc o edukacji i analizując sprawozdania napływające od lokalnych komitetów partyjnych. W listopadzie 1927 był już zastępcą Moskwina. Ten bardzo pozytywnie wypowiadał się o jego pracy, nazywając Jeżowa doskonałym administratorem.
Z zachowanych dokumentów wynika, że Jeżow w sposób szczególny odpowiadał za dobór pracowników partyjnych nadzorujących wykonywanie na wsi założeń Planu Pięcioletniego, współtworzył projekt wdrożenia siedmiogodzinnego dnia pracy i promowania robotników na stanowiska kierownicze. W mniejszym stopniu zajmował się kwestią wewnątrzpartyjnej edukacji politycznej. Zachowane materiały archiwalne uniemożliwiają jednak szczegółową ocenę i opis jego działalności. Dobra opinia, jaką zyskał, sprawiła, że w 1930 został przeniesiony na stanowisko zastępcy komisarza ds. rolnictwa, ze szczególnym poleceniem nadzoru nad polityką kadrową komisariatu. Na tę pozycję rekomendowali go przyszły komisarz rolnictwa Jakow Jakowlew i Łazar Kaganowicz.

### W ludowym komisariacie rolnictwa
Nikołaj Jeżow przez pierwszy rok pracy w komisariacie zajął się ogólną organizacją struktury komisariatu. Pisząc do Awla Jenukidze z komitetu wykonawczego ZSRR skarżył się na złe warunki lokalowe dla nowo powołanego komisariatu. Interweniował również w komisariacie poczt i telegrafów na rzecz budowy linii radiotelefonicznej do Taszkentu. Szczególną uwagę poświęcił reorganizacji systemu szkolenia specjalistów ds. rolnictwa. Sugerował całkowitą rezygnację z uniwersytetów na rzecz placówek kształcących ekspertów w przyspieszonym tempie, by mogli natychmiast być kierowani do realizowania zadań wyznaczonych przez partię. W rozmowie ze Stalinem sugerował wdrożenie kursów z tej dziedziny dla wyżej postawionych działaczy partyjnych w terenie. O liczne opóźnienia w pracy komisariatu szczególnie często oskarżał „obce elementy” (np. podkreślając obecność w nim byłych członków Partii Socjalistów-Rewolucjonistów – tzw. eserowców).

### Kierownik Wydziału Kadr KC
14 listopada 1930 Jeżow został przeniesiony z komisariatu rolnictwa na stanowisko przewodniczącego Wydziału Kadr (Raspriedotdiełu). Zreorganizował pracę podległego sobie wydziału, twierdząc, że sprawne obsadzanie stanowisk jest podstawą rządzenia krajem. Od wyższych stopniem podwładnych żądał gromadzenia wszystkich możliwych informacji o poszczególnych pracownikach. Do 1933 brał udział w opracowaniu szczegółowych przepisów regulujących zasady członkostwa w partii, a następnie uczestniczył w masowej weryfikacji aktywności członków organizacji, w wyniku której w roku 1933 usunięto z niej 18% składu. Osoby usunięte, według oficjalnych zestawień, nie miały nic wspólnego z opozycją, nie wykazały się jedynie dostatecznym zaangażowaniem w działalność partyjną, zostały im udowodnione korupcja lub przeszłość kryminalna.
W 1935 roku został sekretarzem KC oraz przewodniczącym komisji kontroli partyjnej.

### Szef NKWD
26 września 1936 roku został mianowany ludowym komisarzem spraw wewnętrznych (NKWD). Urzędowanie w resorcie rozpoczął od krwawej rozprawy z ekipą swojego poprzednika Gienricha Jagody. Nakazał podwładnym stosowanie wszystkich metod wydobywania zeznań, łącznie z torturami, w których sam uczestniczył. Przyniosło mu to – z uwagi na niski wzrost (153 cm) – przydomek Krwawego Karła.
Jeden z głównych wykonawców polityki masowego terroru w ZSRR lat 1936–1938. 30 lipca 1937 r. wydał niesławny rozkaz nr 00447, zarządzając masową likwidację „elementów antyradzieckich”. Na mocy tego rozkazu od sierpnia 1937 do września 1938 r. wydano zaocznie ponad 700 tys. wyroków śmierci. Służby Jeżowa umożliwiły Stalinowi pozbycie się opozycji partyjnej oraz tych, których Stalin podejrzewał, że mogą zagrozić jego panowaniu. W efekcie represji życia pozbawiono: trzech (z pięciu) marszałków ZSRR, czternastu (z szesnastu) dowódców armii, wszystkich ośmiu admirałów, sześćdziesięciu (z sześćdziesięciu siedmiu) dowódców korpusów, stu trzydziestu sześciu (ze stu dziewięćdziesięciu dziewięciu) dowódców dywizji, sześciuset (z dziewięciuset) generałów.
Jeżow wydał także Rozkaz NKWD Nr 00485 dotyczący ludobójczej operacji polskiej NKWD. Antypolskie rozkazy 00447 i 00485 skutkowały śmiercią wielu tysięcy Polaków, co kilkukrotnie przewyższyło liczbę ofiar zbrodni w Katyniu w czasie II wojny światowej.

### Utrata względów Stalina i śmierć

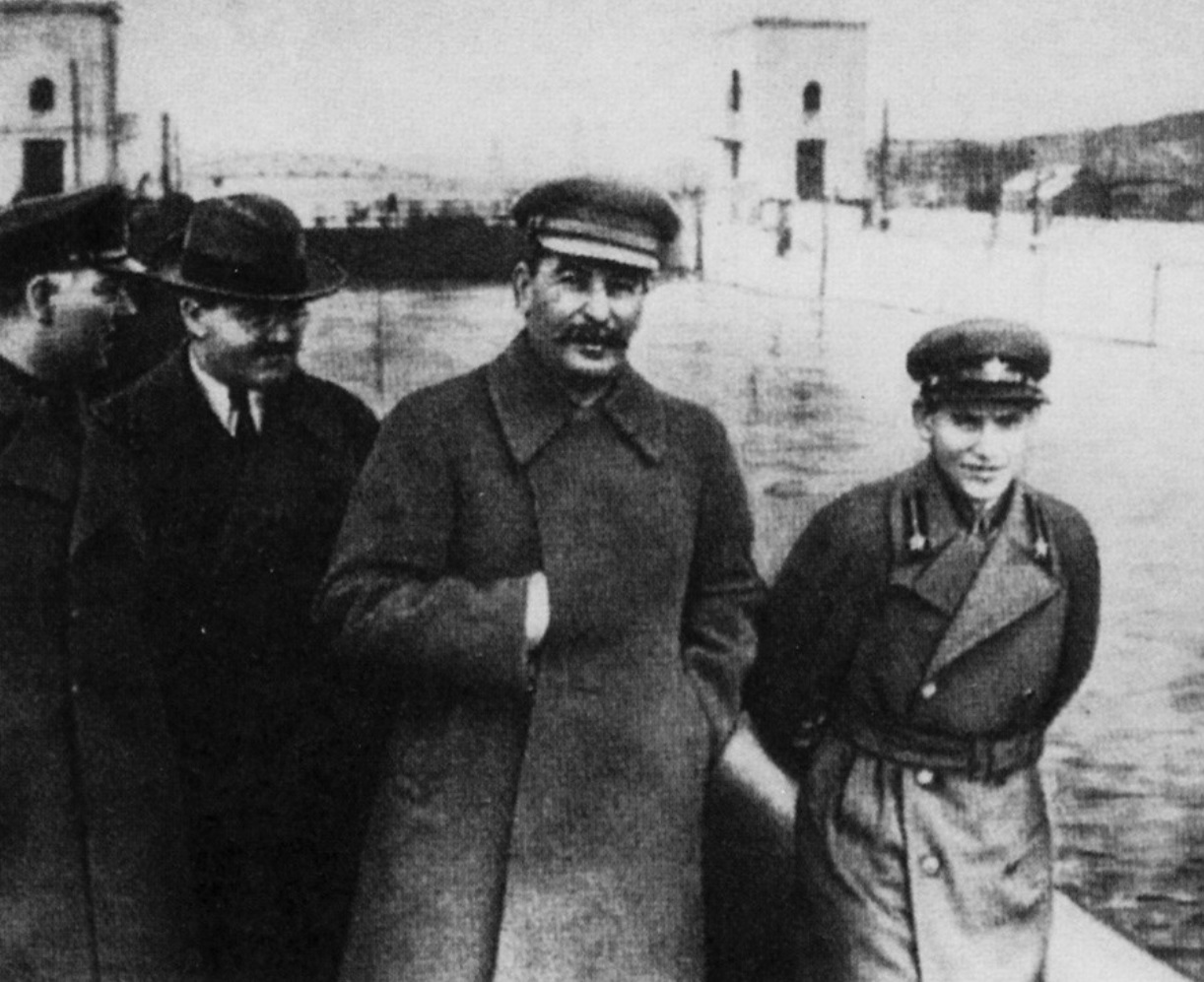
Woroszyłow, Mołotow, Józef Stalin i Jeżow

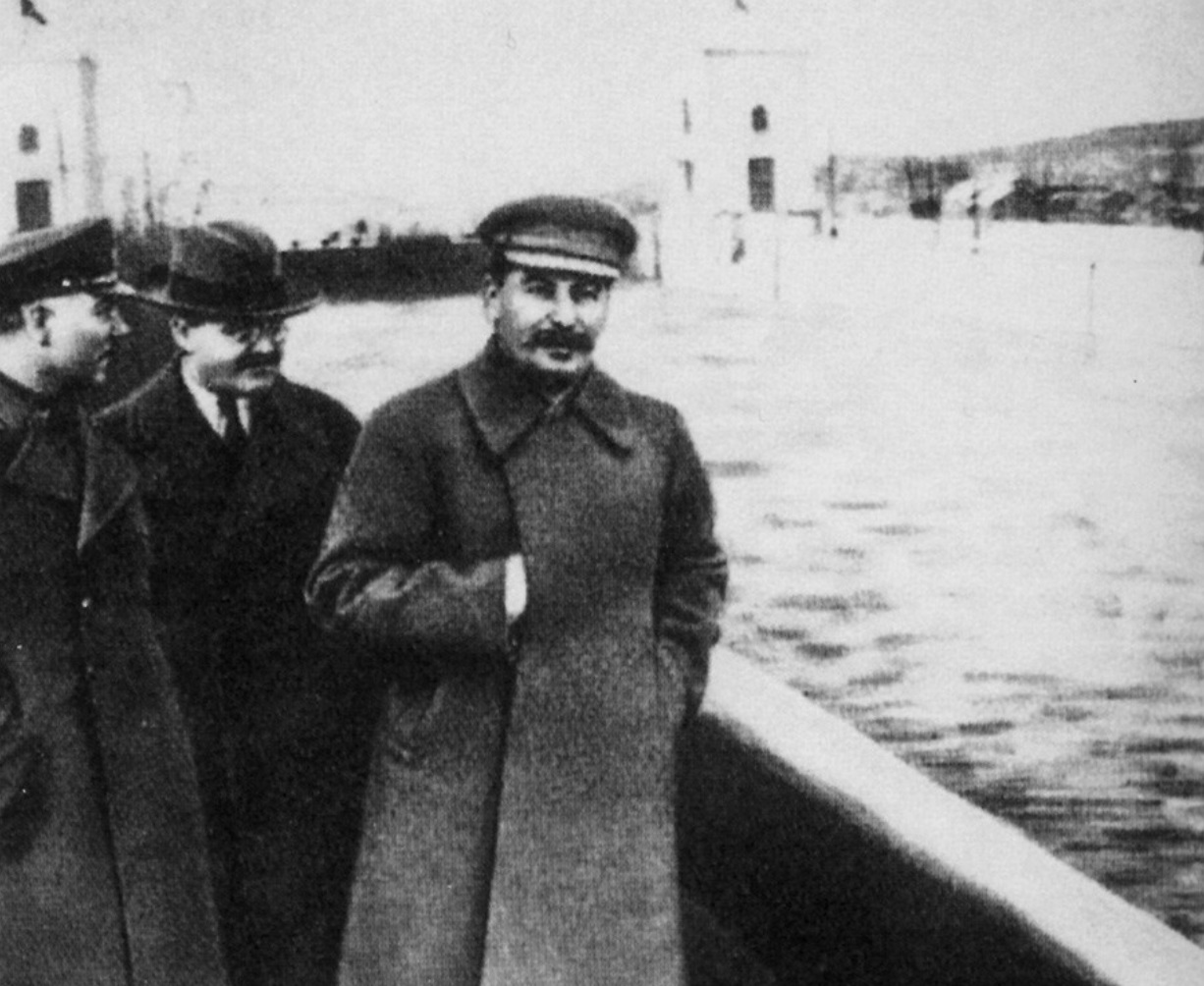
To samo zdjęcie wyretuszowane po rozstrzelaniu Jeżowa

Kiedy Stalin uznał, że należy ograniczyć terror, Jeżow zaczął z wolna tracić wpływy. Co prawda wytypowano go w 1937 roku do Biura Politycznego, ale tylko na zastępcę członka Biura. 8 grudnia 1938 r. na stanowisku szefa NKWD zastąpił go Ławrientij Beria (od połowy 1938 pierwszy zastępca Jeżowa), a Jeżow został Ludowym Komisarzem Żeglugi Śródlądowej. Według wspomnień Chruszczowa, Jeżow w tym czasie całkowicie się rozpił. W kwietniu 1939 r. zniknął z ludowego komisariatu. Został poddany torturom, w wyniku których przyznał się do rzekomego spisku mającego na celu zabicie Stalina i całego bolszewickiego przywództwa. Zarzucono mu również działalność szpiegowską na rzecz wywiadów polskiego i niemieckiego. Obwiniono go także o homoseksualizm. Był to jeden z  punktów aktu oskarżenia, do których się przyznał. W tajnym procesie Jeżowa skazano na śmierć przez rozstrzelanie, a wyrok prawdopodobnie wykonano 4 lutego 1940. Po jego śmierci m.in. jego postać została usunięta ze zdjęcia z 1937 r., przedstawiającego go razem z Woroszyłowem, Mołotowem i Stalinem podczas wizytacji Kanału Moskwa-Wołga imienia Józefa Stalina (por. damnatio memoriae).

## Odznaczenia
- Order Lenina (1937, „za zasługi w zdemaskowaniu szpiegów, w tym Michaiła Tuchaczewskiego”)[33]
- Order Czerwonego Sztandaru Pracy (Mongolia)

## Jeżow jako patron
Na cześć Jeżowa w latach 1937–1939 przemianowano:
- Miasto Czerkiesk na Jeżowo-Czerkiesk,
- Wieś Żdanowi w Gruzji na Jeżowokani,
- Wieś Czkałowo w Obwodzie Zaporoskim na Jeżowo,
- Ulicę Osipienko w Samarze na ulicę Jeżowa,
- 15 października 1937 ulica Tomska w Nowosybirsku została zmieniona na ulicę Jeżowa, a 9 maja 1939 ulica Jeżowa została ulicą Sałtykowa-Szczedrina,
- W Swierdłowsku (obecnie Jekaterynburg) na cześć Jeżowa w latach 1938–1939 zostały nazwane rejon administracyjny (obecnie Wierch-Isetski rejon administracyjny) i ulica (nie wiadomo, jakiej ulicy odpowiada; w monografii Заметки о Тюмени (1906-1956 гг.) tiumeńskiego kronikarza А. S. Ułybkina wskazano, że ulica Tomska, od 1938 roku została przemianowana na ulicę Jeżowa, a od 1939 roku na ulicę Osipienki[34]),
- Stacja kolejowa w Smile w obwodzie czerkaskim, obecnie nosząca imię Szewczenki, była nazwana imieniem Jeżowa,
- Kijowski stadion Dynamo nosił w latach 30. XX wieku imię Jeżowa,
- Parowiec „Николай Ежов” (Nikołaj Jeżow), w 1936–1957 przewożący więźniów z portów dalekowschodnich Nachodka i Wanino na Kołymę, 13 maja 1939 został przemianowany na „Феликс Дзержинский” (Feliks Dzierżyński).